# Турбін Дмитро Іванович
Дмитро Іванович Турбін (29 жовтня 1903, Суми — 23 січня 1944) — Герой Радянського Союзу, у роки радянсько-німецької війни начальник артилерії 15-го стрілецького корпусу 13-ї армії Північно-Західного фронту, генерал-майор.

## Біографія
Народився 29 жовтня 1903 року в місті Суми в родині робітника. Росіянин. Член ВКП (б) з 1931 року. Дитячі роки провів у місті Ізюм Харківської області. У 1920 році закінчив п'ять класів реального училища. Працював на оптичному заводі.
У 1922 році призваний до лав Червоної Армії. У 1923 році був направлений до Харківської артилерійської школи командного складу. Після її розформування, був переведений до Одеської артилерійську школу імені М. В. Фрунзе. Після закінчення школи проходив службу в 5-м корпусному артилерійському полку.
У 1927 році закінчив Військово-технічну академію. З 1932 по 1937 рік навчався у Ленінградській артилерійської академії імені Ф. Е. Дзержинського. Був призначений начальником штабу 116-го гаубичного артилерійського полку Московського військового округу, а з 1939 року став його командиром. Учасник радянсько-фінляндської війни 1939—1940 років. Артилерійський полк під командуванням Д. І. Турбіна в складі 3-го стрілецького корпусу вступив в бій у перші ж дні війни з Фінляндією. Особливо відзначилися артилеристи під час наступу радянських військ на Кексгольмському напрямку у грудні 1939 року. У середині грудня 1939 року після короткої підготовки та перегрупування радянські війська пішли на штурм «лінії Маннергейма». Але незабаром наступ було припинено. Наступ радянських військ почався 11 лютого 1940 року. Важливу роль у прориві «лінії Маннергейма» зіграла артилерія. Під час наступу Д. І. Турбін вміло керував вогнем, завдяки чому було завдано нищівного удару по Салменкайтському укріпленому району фінських військ і знищені основні вогневі точки противника.
Протягом кількох днів, з 22 по 27 лютого 1940 року, артилеристи так деморалізували противника, що гарнізони дотів і дзотів змушені були покинути оборонну смугу. Завдяки майстерності Д. І. Турбіна артилеристи на всіх етапах бою діяли чітко: успішно атакували укріплену смугу і переслідували ворога.
Указом Президії Верховної Ради СРСР від 7 квітня 1940 року за хоробрість і мужність, проявлені в боях з фінами, вміле керівництво артилерією стрілецького корпусу під час подолання «лінії Маннергейма» полковнику Дмитру Івановичу Турбіну присвоєно звання Героя Радянського Союзу з врученням ордена Леніна і медалі «Золота Зірка»(№ 266).
У боях радянсько-німецької війни генерал-майор артилерії Д. І. Турбін з червня 1941 року. Командував артилерією 21-ї армії, а потім — 4-ї гвардійської армії. Наприкінці 1943 року  був призначений заступником командувача артилерією 1-го Українського фронту. Брав участь у підготовці операції з визволення Києва.

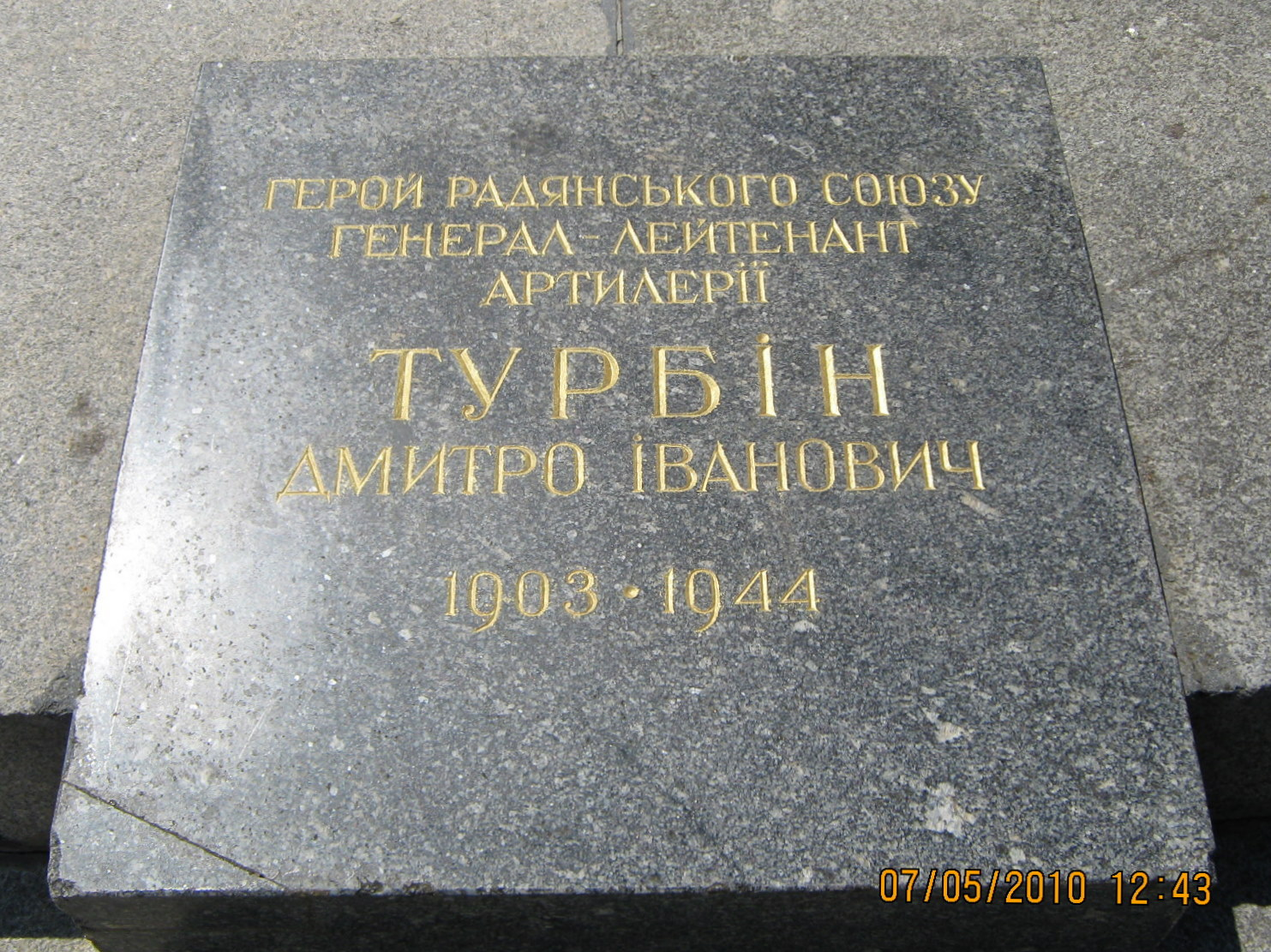
Могила Дмитра Турбіна

Під час запеклих боїв за визволення Правобережної України, нехтуючи небезпекою, Д. І. Турбін багато часу проводив серед артилеристів, що діяли в перших ешелонах. У січні 1944 року під час однієї з поїздок на передній край був важко поранений.
23 січня 1944 Дмитро Іванович Турбін помер від отриманих поранень. Похований у Києві у Парку Вічної Слави.

## Нагороди, пам'ять
Нагороджений орденом Леніна, орденом Червоного Прапора, орденом Суворова 2-го ступеня, орденом Богдана Хмельницького 2-го ступеня, медалями.
У місті Суми, на початку вулиці імені Героїв Сталінграда, створена алея Слави, де представлені портрети 39 Героїв Радянського Союзу, чия доля пов'язана з містом Суми та Сумським районом, серед яких і портрет Героя Радянського Союзу Д. І. Турбіна. До березня 2023 року у Сумах ім'ям Героя була названа школа № 15.